# Platynectes kashmiranus
Platynectes kashmiranus är en skalbaggsart som beskrevs av J. Balfour-browne 1944. Platynectes kashmiranus ingår i släktet Platynectes och familjen dykare.

## Underarter
Arten delas in i följande underarter:
- P. k. kashmiranus
- P. k. lemberki